# Дедпул самурај
Дедпул самурај (јап. デッドプール：SAMURAI) је манга коју је написао Санширо Касама, а илустровао Хикару Уесуги. Серијализује се од 10. децембра 2020. године у Шуеишиној дигиталној манга ревији Shōnen Jump+. Поглавља су тренутно сакупљена у три тома. Дедпул самурај једна је од седам манги које су настале као део пројекта две велике компаније, америчког Марвел Комикса и јапанског Шонен Џамп Плуса. 
У Србији, издавачка кућа Чаробна књига превела је прва два танкобона 29. марта 2023. године.

## Синопсис
Тони Старк поставља Дедпула за вођу Одреда самураја, односно јапанског одсека Осветника.

## Списак томова
| - #1-7 + Бонус манга |

| - #8-15 + Бонус манга |

## Спољашњи извори
- Званични вебсајт (језик: јапански)
- Марвел × Шонен Џамп+ Супер колаборација на сајту Шонен Џамп+ (језик: јапански)